# Cantril, Iowa
Cantril là một thành phố thuộc quận Van Buren, tiểu bang Iowa, Hoa Kỳ. Năm 2010, dân số của thành phố này là 222 người.

## Dân số
Dân số qua các năm:
- Năm 2000: 257 người.
- Năm 2010: 222 người.